# FIVB Beach Volley World Tour 2014
| Légende       |
| Grands Chelem |
| Open          |

Résultats des compétitions de Beach-volley composant le FIVB Beach Volley World Tour 2014.

## Palmarès 2014

### Palmarès Hommes
| Date                     | Nom et lieu du tournoi                    | Vainqueurs           | Finalistes              |
| 22 au 26 avril           | Fuzhou Open, Fuzhou                       | Nicolai-Lupo         | Alison-Bruno            |
| 29 avril au 3 mai        | Shanghai PPTV Grand Slam, Shanghai        | Nicolai-Lupo         | Samoilovs-Šmēdiņš       |
| 6 au 10 mai              | Puerto Vallarta Open, Puerto Vallarta     | Samoilovs-Šmēdiņš    | Ingrosso P.-Ingrosso M. |
| 28 mai au 1er juin       | Anapa Open, Anapa                         | Plavins-Solovejs     | Semenov-Krasilnikov     |
| 11 au 15 juin            | Moscow Grand Slam, Moscou                 | Semenov-Krasilnikov  | Fijałek-Prudel          |
| 18 au 22 juin            | Berlin smart Grand Slam, Berlin           | Hyden-Bourne         | Doherty-Lucena          |
| 25 au 29 juin            | Stavanger Grand Slam, Stavanger           | Rosenthal-Dalhausser | Ricardo-Álvaro Filho    |
| 9 au 13 juillet          | Gstaad Grand Slam, Gstaad                 | Rosenthal-Dalhausser | Alison-Bruno            |
| 15 au 20 juillet         | The Hague Transavia Grand Slam, La Haye   | Fijałek-Prudel       | Rosenthal-Dalhausser    |
| 22 au 27 juillet         | Long Beach Grand Slam, Long Beach         | Rosenthal-Dalhausser | Fijałek-Prudel          |
| 30 juillet au 3 août     | Klagenfurt A1 Grand Slam, Klagenfurt      | Alison-Bruno         | Nicolai-Lupo            |
| 20 au 24 août            | Stare Jabłonki Grand Slam, Stare Jabłonki | Pedro-Álvaro Filho   | Samoilovs-Šmēdiņš       |
| 23 au 28 septembre       | Brazil Grand Slam, Brésil                 | Varenhorst-Nummerdor | Ricardo-Emanuel         |
| 7 au 11 octobre          | Xiamen Open, Xiamen                       | Krou-Rowlandson      | Marco-García            |
| 28 octobre au 2 novembre | Parana Open, Paraná                       | Binstock-Schachter   | Grimalt-M. Grimalt      |
| 4 au 8 novembre          | Doha Open, Doha                           | Holler-Schröder      | Binstock-Schachter      |
| 9 au 14 décembre         | Mangaung Open, Mangaung                   | Nummerdor-Varenhorst | Grimalt-M. Grimalt      |

### Palmarès Femmes
| Date                     | Nom et lieu du tournoi                    | Vainqueurs           | Finalistes          |
| 23 au 27 avril           | Fuzhou Open, Fuzhou                       | Walsh-Ross           | Juliana-Antonelli   |
| 30 avril au 4 mai        | Shanghai PPTV Grand Slam, Shanghai        | Ludwig-Walkenhorst   | Wang Fan-Yue Y.     |
| 7 au 11 mai              | Puerto Vallarta Open, Puerto Vallarta     | Agatha-Seixas        | Juliana-Antonelli   |
| 21 au 25 mai             | Prague Open, Prague                       | Kolocova-Slukova     | Holtwick-Semmler    |
| 27 mai au 31 mai         | Anapa Open, Anapa                         | Bieneck-Großner      | Syrtseva-Moiseeva   |
| 11 au 15 juin            | Moscow Grand Slam, Moscou                 | Walsh-Ross           | Talita-Lima         |
| 17 au 22 juin            | Berlin smart Grand Slam, Berlin           | Kolocova-Slukova     | Juliana-Antonelli   |
| 24 au 28 juin            | Stavanger Grand Slam, Stavanger           | Walsh-Ross           | Liliana-Baquerizo   |
| 8 au 13 juillet          | Gstaad Grand Slam, Gstaad                 | Holtwick-Semmler     | Borger-Büthe        |
| 15 au 20 juillet         | The Hague Transavia Grand Slam, La Haye   | Lima-Fernanda        | Holtwick-Semmler    |
| 22 au 27 juillet         | Long Beach Grand Slam, Long Beach         | Walsh-Ross           | Agatha-Seixas       |
| 29 juillet au 2 août     | Klagenfurt A1 Grand Slam, Klagenfurt      | Larissa-Talita       | Antonelli-Juliana   |
| 19 au 23 août            | Stare Jabłonki Grand Slam, Stare Jabłonki | Larissa-Talita       | Ludwig-Sude         |
| 23 au 28 septembre       | Brazil Grand Slam, Brésil                 | Larissa-Talita       | Menegatti-Orsi Toth |
| 8 au 12 octobre          | Xiamen Open, Xiamen                       | Juliana-Antonelli    | Wang Fan-Yue Y.     |
| 28 octobre au 2 novembre | Parana Open, Paraná                       | Larissa-Talita       | Maria Clara-Carol   |
| 10 au 14 décembre        | Mangaung Open, Mangaung                   | Bonnerová-Hermannová | Take-Mizoe          |

## Classements 2014
| Rang | Nom                  | Points |
| ---- | -------------------- | ------ |
| 1    | Šmēdiņš-Samoilovs    | 5770   |
| 2    | Rosenthal-Dalhausser | 5440   |
| 3    | Bruno-Alison         | 5330   |
| 4    | Fijałek-Prudel       | 4600   |
| 5    | Hyden-Bourne         | 4280   |

| Rang | Nom                  | Points |
| ---- | -------------------- | ------ |
| 1    | Antonelli-Juliana    | 6740   |
| 2    | Agatha-Seixas        | 5660   |
| 3    | Ross-Walsh           | 5420   |
| 4    | Wang Fan-Yue Y.      | 4950   |
| 5    | Meppelink-Van Iersel | 4640   |